# Abdulaziz bin Salman

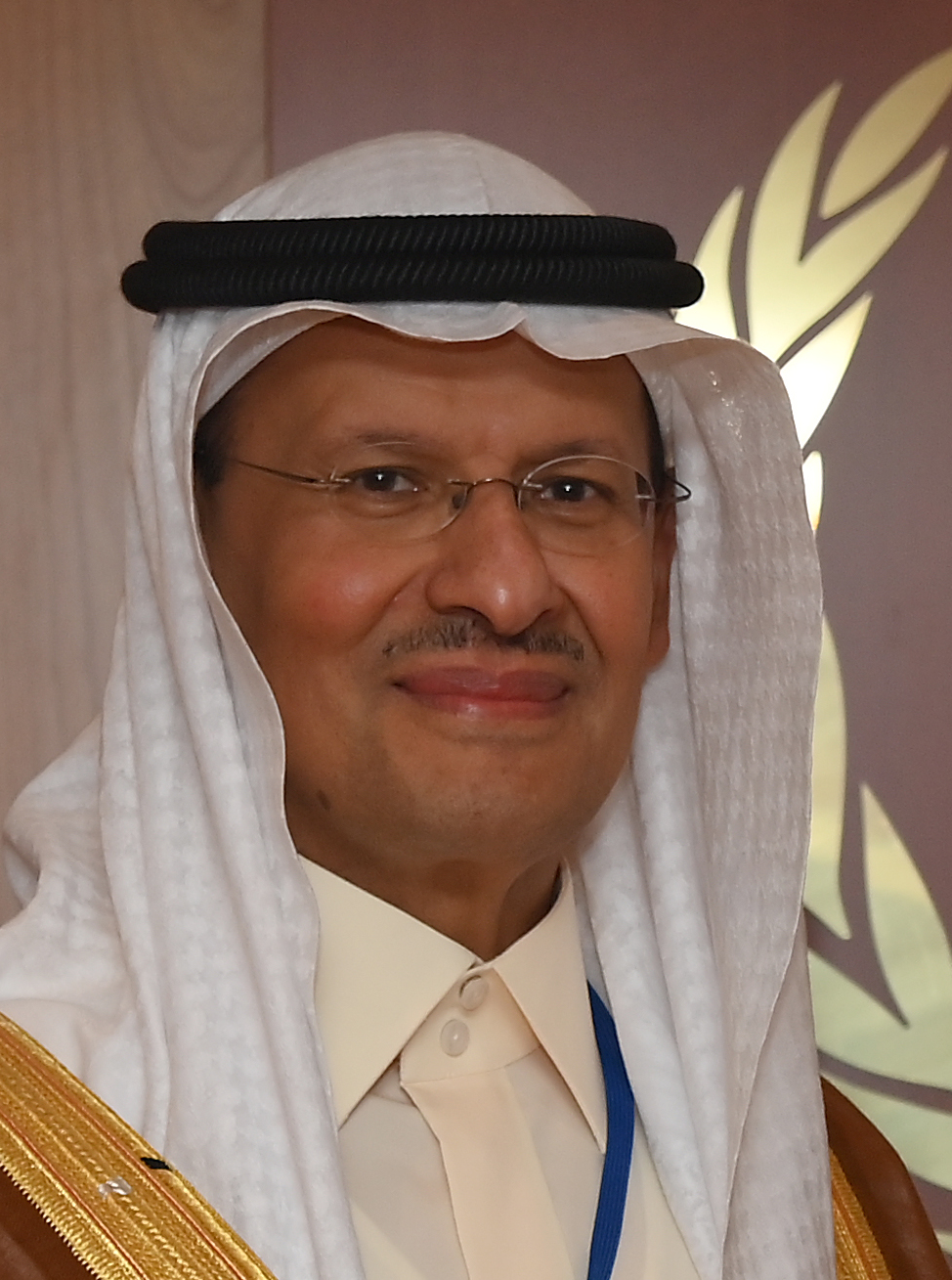
Abdulaziz bin Salman

Prinz Abdulaziz bin Salman bin Abdulaziz Al Saud (arabisch عبد العزيز بن سلمان آل سعود, DMG ʿAbd al-ʿAzīz b. Salmān Āl Saʿūd; * 1960) ist ein Sohn des saudischen Königs Salman und ein älterer Halbbruder von Mohammed bin Salman. Seit dem 27. September 2019 ist er Energieminister Saudi-Arabiens.

## Leben
Abdulaziz wurde 1960 als vierter Sohn von König Salman geboren. Seine Mutter Sultana bint Turki entstammt dem Clan der Sudairi, dem auch die Mütter seines Vaters und seines gleichnamigen Großvaters, König Abdulaziz, entstammen.
Er erhielt 1982 einen Bachelor-Abschluss im Industriemanagement und 1985 einen Master-Abschluss der Betriebswirtschaftslehre von der König-Fahd-Universität. Danach war er von 1985 bis 1987 Direktor der Abteilung für Wirtschafts- und Industrieforschung des Forschungsinstituts ebenjener Universität.
Seitdem hatte er mehrere Jahrzehnte verschiedene Positionen inne. Abdulaziz war von 1995 bis 2005 stellvertretender Minister für Erdöl und Bodenschätze. Von 2005 bis 2017 hatte er das Amt des stellvertretenden Ministers für Erdölangelegenheiten inne. Danach war er von 2017 bis 2019 Staatsminister für Energieangelegenheiten, bis er im September 2019 zum Energieminister ernannt wurde. Damit ist er das erste Mitglied der Königsfamilie in diesem Amt. Da die saudische Wirtschaft stark vom Öl abhängig ist, das 90 % der Exporte ausmacht, ist seine Position eine der wichtigsten innerhalb der Regierung.
Er ist außerdem Kuratoriumsvorsitzender der König-Abdullah-Universität für Wissenschaft und Technologie.

## Familie
Abdulaziz ist mit seiner Nichte 2. Grades Sara bint Khalid bin Musaid Al Saud, einer Enkelin seines Onkels Musaid bin Abdulaziz Al Saud, verheiratet. Er ist Vater von einer Tochter und zwei Söhnen.

## Vorfahren
| Ahnentafel Prinz Abdulaziz | Ahnentafel Prinz Abdulaziz                     | Ahnentafel Prinz Abdulaziz                     | Ahnentafel Prinz Abdulaziz               | Ahnentafel Prinz Abdulaziz               | Ahnentafel Prinz Abdulaziz            | Ahnentafel Prinz Abdulaziz            | Ahnentafel Prinz Abdulaziz                     | Ahnentafel Prinz Abdulaziz                     |
| -------------------------- | ---------------------------------------------- | ---------------------------------------------- | ---------------------------------------- | ---------------------------------------- | ------------------------------------- | ------------------------------------- | ---------------------------------------------- | ---------------------------------------------- |
| Urgroßeltern               | Emir Abdul Rahman ⚭ Sara bint Ahmed Al Sudairi | Emir Abdul Rahman ⚭ Sara bint Ahmed Al Sudairi | Ahmed Al Sudairi ⚭ Sharifa Al Suwaidi    | Ahmed Al Sudairi ⚭ Sharifa Al Suwaidi    | Ahmed Al Sudairi ⚭ Sharifa Al Suwaidi | Ahmed Al Sudairi ⚭ Sharifa Al Suwaidi | Faraj Al Asbali ⚭ Jamila bint Dhafer Al Asbali | Faraj Al Asbali ⚭ Jamila bint Dhafer Al Asbali |
| Großeltern                 | König Abdulaziz ⚭ Hussa Ahmed Al Sudairi       | König Abdulaziz ⚭ Hussa Ahmed Al Sudairi       | König Abdulaziz ⚭ Hussa Ahmed Al Sudairi | König Abdulaziz ⚭ Hussa Ahmed Al Sudairi | Turki Al Sudairi ⚭ Aisha Al Asbali    | Turki Al Sudairi ⚭ Aisha Al Asbali    | Turki Al Sudairi ⚭ Aisha Al Asbali             | Turki Al Sudairi ⚭ Aisha Al Asbali             |
| Eltern                     | König Salman ⚭ Sultana Al Sudairi              | König Salman ⚭ Sultana Al Sudairi              | König Salman ⚭ Sultana Al Sudairi        | König Salman ⚭ Sultana Al Sudairi        | König Salman ⚭ Sultana Al Sudairi     | König Salman ⚭ Sultana Al Sudairi     | König Salman ⚭ Sultana Al Sudairi              | König Salman ⚭ Sultana Al Sudairi              |